# Sloanea lasiocarpa
Sloanea lasiocarpa là một loài thực vật có hoa trong họ Côm. Loài này được Pittier miêu tả khoa học đầu tiên năm 1940.